# Flower (пісня Коді Сімпсона)
«Flower» (укр. Квітка) — пісня австралійського співака Коді Сімпсона з його третього студійного повноформатного альбому Free (2015). Пісня була випущена для цифрового завантаження 5 лютого 2015 року незалежним лейблом Сімпсона Bananabeat Records.

## Видання
Коли Сімпсон покинув лейбл Atlantic Records, він сказав: «Це перший раз, коли я маю творчу свободу і можу робити те, що я хочу.» Сингл «Flower» став його першою самостійною роботою. 6 лютого 2015 року Сімпсон презентував пісню «Flower» в ефірі ранкового шоу Good Morning America. Американська співачка Майлі Сайрус так прокоментувала вихід нового синглу Сімпсона: «Він до біса крутий хлопець, епічний гітарист і співак.»

## Музичне відео
Музичний відеокліп на пісню «Flower» був опублікований на офіційному каналі Сімпсона на YouTube 10 лютого 2015 року. Режисерам кліпу став Кемерон Дадді. В музичному відео знялася Джіджі Гадід.